# Team GLS/2005
Deze pagina geeft een overzicht van de wielerploeg Team GLS in 2005.

## Algemeen
Algemeen manager: Poul Hansen
Ploegleiders: Tom Breschel, Jesper Fredsgaard
Fietsmerk: Pinarello

## Renners
| Naam                       | Geboortedatum | Nationaliteit | Ploeg 2004               |
| -------------------------- | ------------- | ------------- | ------------------------ |
| Jonas Follmann Madsen      | 21-08-1986    | Denemarken    | Beloften                 |
| Anders Berendt Hansen      | 03-09-1986    | Denemarken    | Beloften                 |
| Jimmy Hansen               | 17-08-1978    | Denemarken    | Glud & Marstrand Horsens |
| Marc Hester                | 28-06-1985    | Denemarken    | Beloften                 |
| Kasper Jebjerg             | 21-03-1985    | Denemarken    | Team PH                  |
| Anders Lund                | 14-02-1985    | Denemarken    | Team PH                  |
| Michael Mørkøv             | 30-04-1985    | Denemarken    | Beloften                 |
| Kristoffer Gudmund Nielsen | 20-05-1985    | Denemarken    | Team PH                  |
| Martin Pedersen            | 15-04-1983    | Denemarken    | Team PH                  |
| Rasmus Fjordside Lehrmann  | 08-07-1985    | Denemarken    | Team PH                  |
| Jacob Moe Rasmussen        | 19-01-1975    | Denemarken    | Team PH                  |
| Lars Høg Thomsen           | 12-02-1977    | Denemarken    | Amateur                  |

## Belangrijke overwinningen
| GP San Giuseppe Martin Pedersen Circuit des Ardennes 2e etappe: Anders Lund Tour Nord-Isère 1e etappe: Jimmy Hansen | CSC Classic Jacob Moe Rasmussen Luik-Bastenaken-Luik U23 Martin Pedersen Olympia's Tour 2e & 3e etappe: Martin Pedersen | Ringerike GP 1e, 2e & 4e etappe Martin Pedersen Ronde van Toscane U23 2e etappe: Martin Pedersen |